# Rondò veneziano
Albums de Rondò veneziano
La Serenissima
(1981)
Rondò veneziano est le premier album studio du groupe éponyme, créé par Gian Piero Reverberi, publié le 22 octobre 1980 chez Baby Records. Il reçoit un disque de platine en Italie[réf. nécessaire].

## Le disque
Cet album est très influencé par la musique des années 70. L'image de couverture est signée Victor Togliani.
- Le single Rondò veneziano, lors des apparitions télévisées, avait une fin différente : le morceau ne finissait pas par un fade out mais par un dialogue entre hautbois et violon. Cette chanson, utilisée comme thème d'ouverture et de fin du tout nouveau Canale 5, a été utilisée du 30 septembre 1980 jusqu'en 1982. La chanson a été choisie par Silvio Berlusconi, sur les conseils du producteur de Baby Records, Freddy Naggiar, et a été diffusée six fois par jour.
- Le single sorti en Italie contenait les deux singles Rondò veneziano (face A) et San Marco (face B) ; celui sorti en France contenait uniquement Rondò veneziano d'une durée d'environ deux minutes puis, sur la même piste audio, une voix annonçait la sortie du 33 tours ; celui destiné au marché japonais contenait San Marco (face A) et Colombina (face B) ; et enfin la version sortie en Espagne incluait Rondò veneziano (face A) et Danza mediterranea (face B).
- La version de l'album sortie au Royaume-Uni, publiée par Ferroway Records, s'appelle The Genius of Venice : Tramonto sulla laguna s'appelle Lagune, Giochi d'acqua devient Waterfall, Notte amalfitana est renommée Solitude, Andante veneziano et Danza mediterranea deviennent respectivement Symphonie et Danse Méditerranéenne.
- Une partie de la musique a été utilisée par Lewis Gilbert comme bande originale du film anglais de 1985 Not Quite Jerusalem.
- En 1981, l'hebdomadaire TV Sorrisi e Canzoni publie Discorama, un album d'autocollants Panini dédié spécialement aux plus belles couvertures de l'année, et parmi eux figurait aussi celui de l'album Rondò veneziano.

### Formation
- Gian Piero Reverberi - chef d'orchestre, piano, clavecin
- Orchestre Symphonique de Gênes :
  - violon solo dans Allegro veneziano ;
  - premiers violons ;
  - seconds violons ;
  - altos ;
  - violoncelles ;
  - contrebasse ;
  - hautbois ;
  - cor anglais sur Notte amalfitana ;
  - flûte ;
    - flûte solo sur Danza mediterranea ;

  - basse électrique ;
  - batterie ;
  - glockenspiel sur Rondò veneziano ;
  - clavecin.

### Enregistrement
L'album a été enregistré au printemps 1979 aux studios Varirecording à Milan, et mixé par Plinio Chiesa, Gian Piero Reverberi et Harry Thumann.

## Pistes
| No | Titre                 | Durée |
| -- | --------------------- | ----- |
| 1. | Rondò veneziano       | 3:30  |
| 2. | Tramonto sulla laguna | 3:35  |
| 3. | San Marco             | 3:20  |
| 4. | Allegro veneziano     | 3:10  |
| 5. | Giochi d'acqua        | 3:41  |
| 6. | Colombina             | 3:05  |
| 7. | Notte amalfitana      | 4:48  |
| 8. | Andante veneziano     | 4:12  |
| 9. | Danza mediterranea    | 4:05  |

## Classements
| Classement (1981-1982) | Position maximum |
| ---------------------- | ---------------- |
| Allemagne              | 32               |
| Italie                 | 3                |
| Pays-Bas               | 23               |